# Колоньола-аи-Колли
Колоньола-аи-Колли (итал. Colognola ai Colli) — коммуна в Италии, располагается в провинции Верона области Венеция.
Население составляет 6914 человека, плотность населения составляет 346 чел./км². Занимает площадь 20,85 км². Почтовый индекс — 37030. Телефонный код — 045.
Покровителем населённого пункта считается священномученик Власий Севастийский (San Biagio). Праздник ежегодно празднуется 3 февраля.

## Галерея

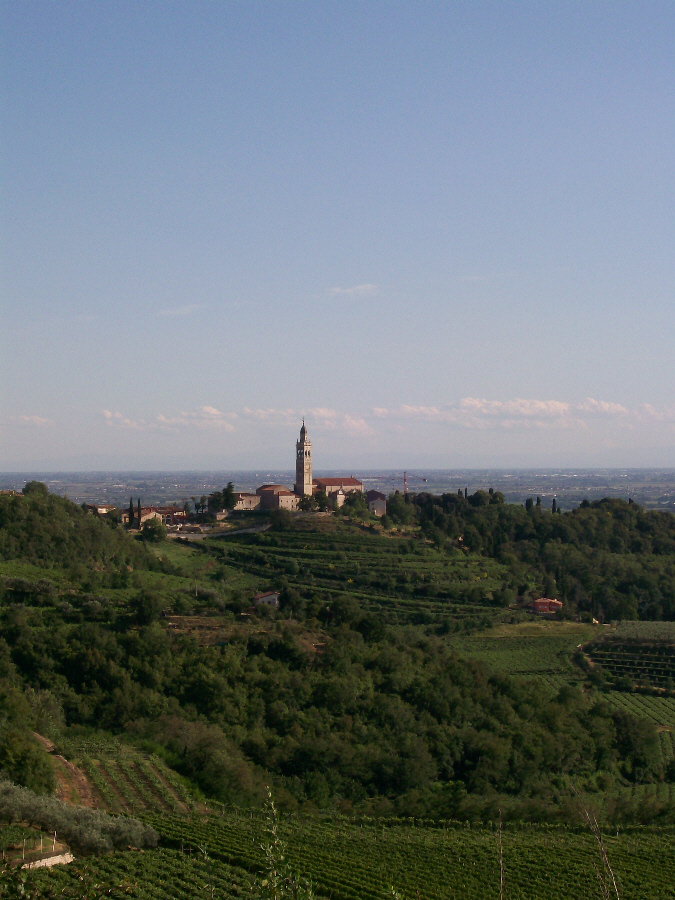
Приходской храм свв.Фирма и Рустика на горе в Колоньола-аи-Колли. Вдали виднеются Апеннины.
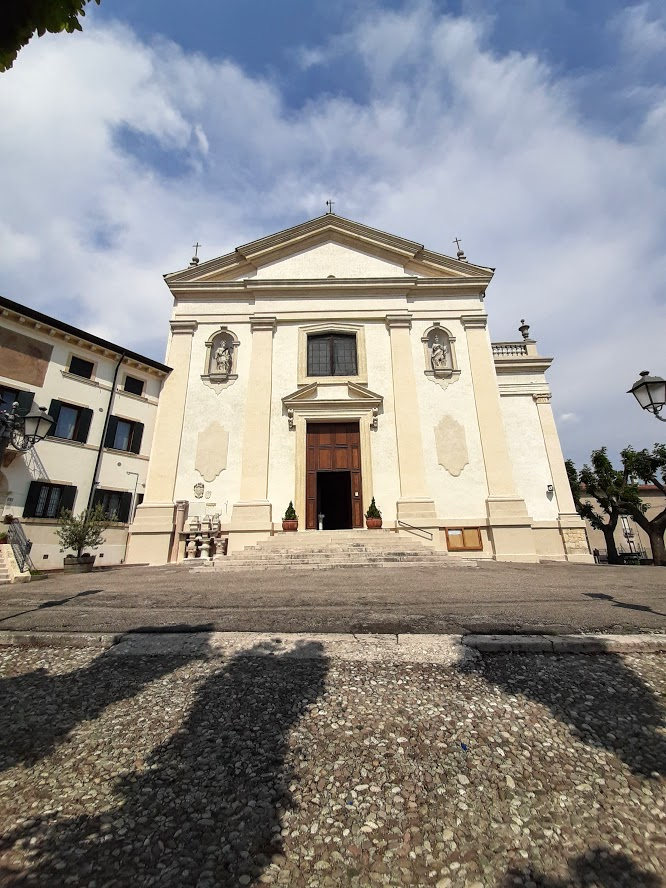
Фасад приходского храма свв.Фирма и Рустика на горе в Колоньола-аи-Колли.
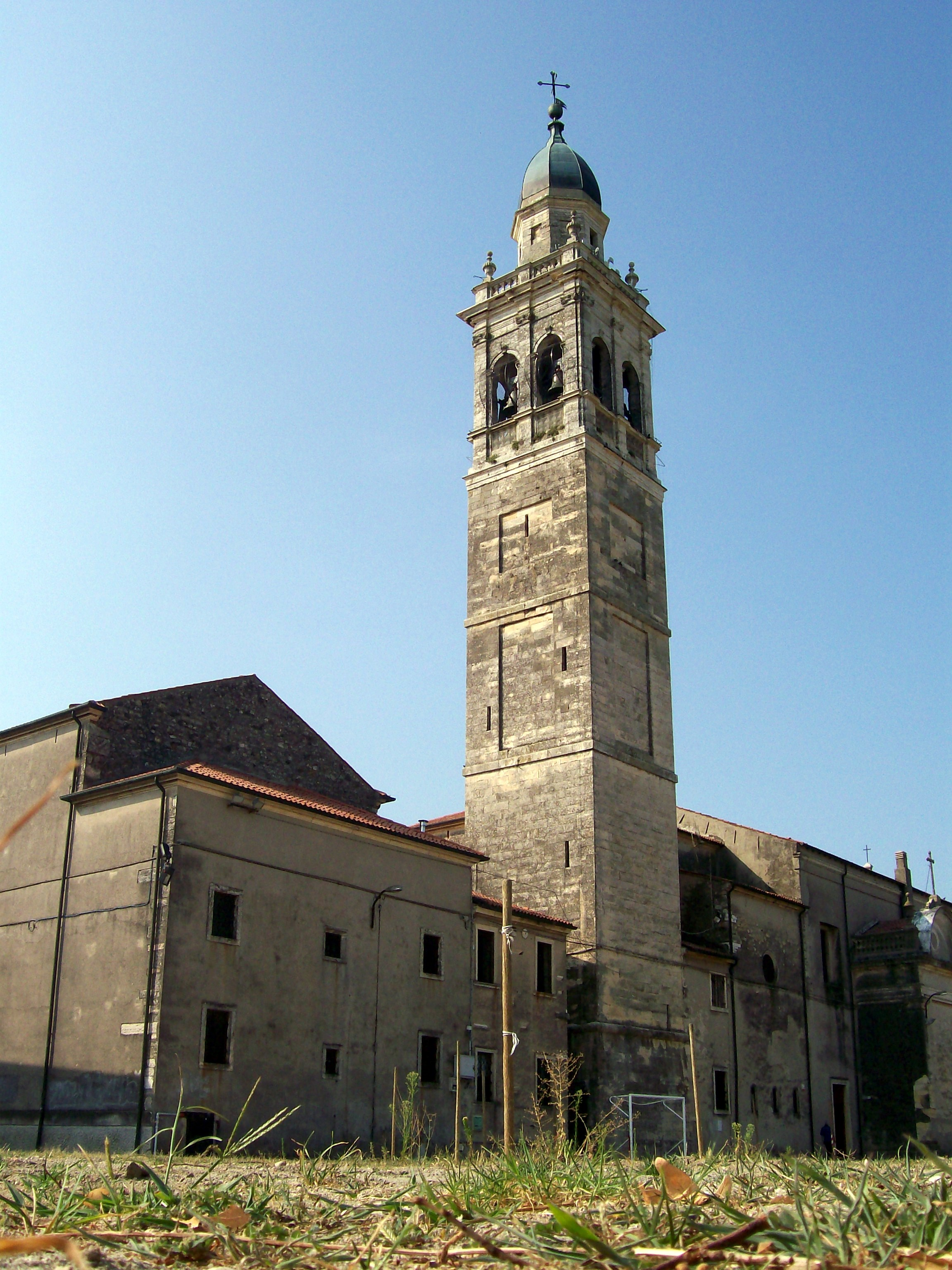
Колокольня приходского храма свв.Фирма и Рустика на горе в Колоньола-аи-Колли.
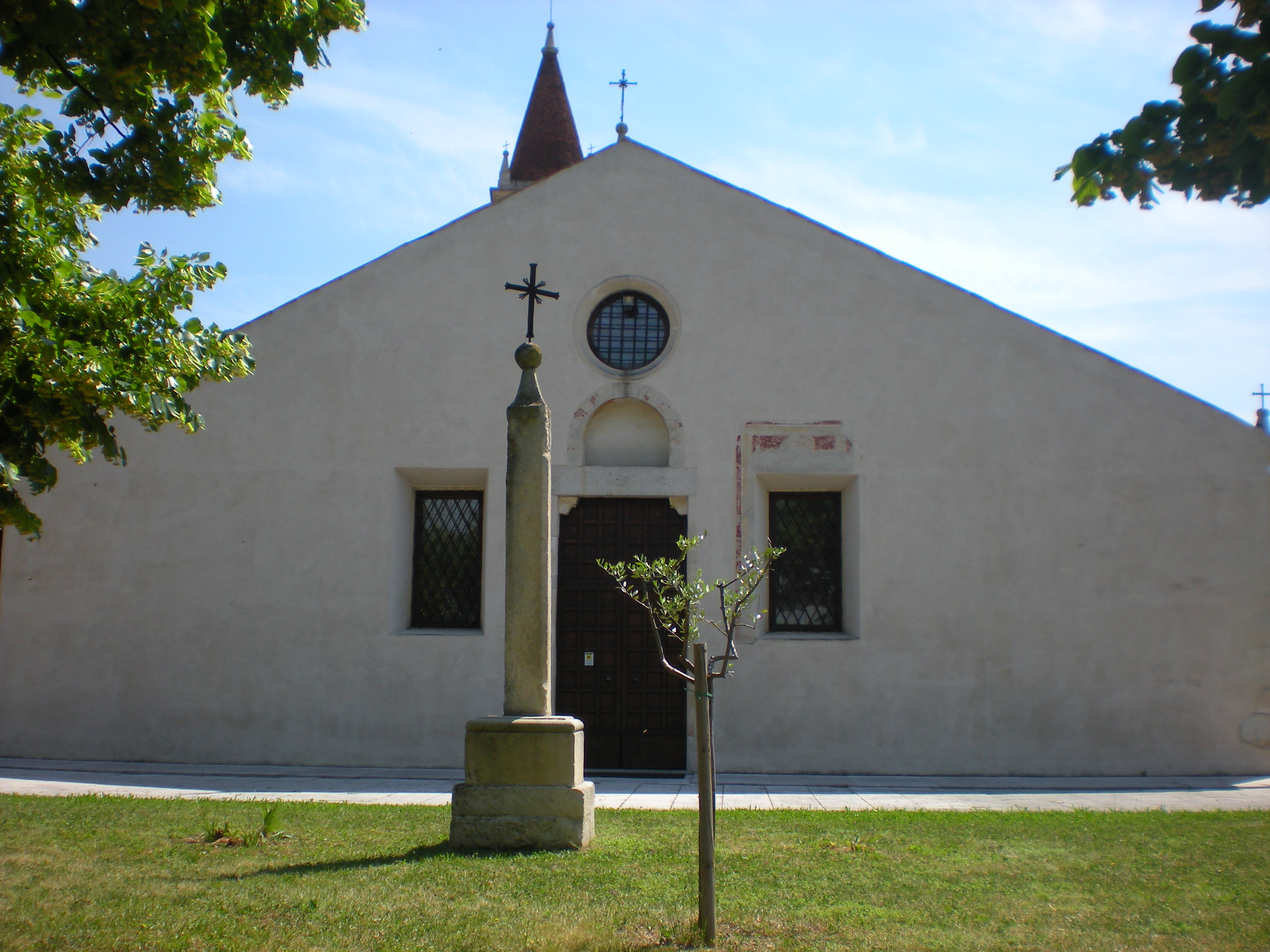
Фасад приходского храма-санктуария Пресвятой Богородицы (S. Maria della Pieve), Пьеве Колоньола-аи-Колли.
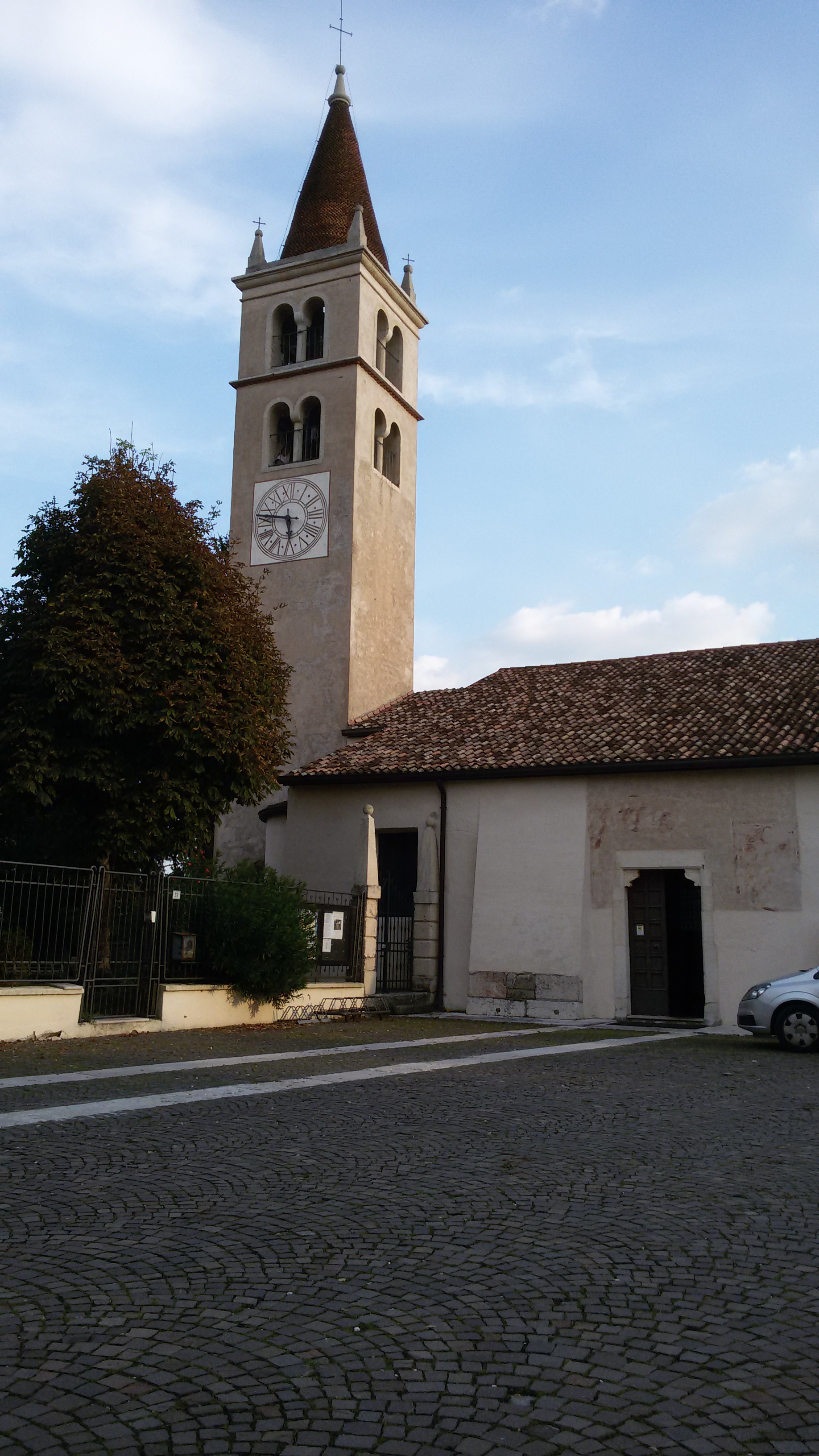
Колокольня приходского храма-санктуария Пресвятой Богородицы (S. Maria della Pieve), Пьеве Колоньола-аи-Колли.
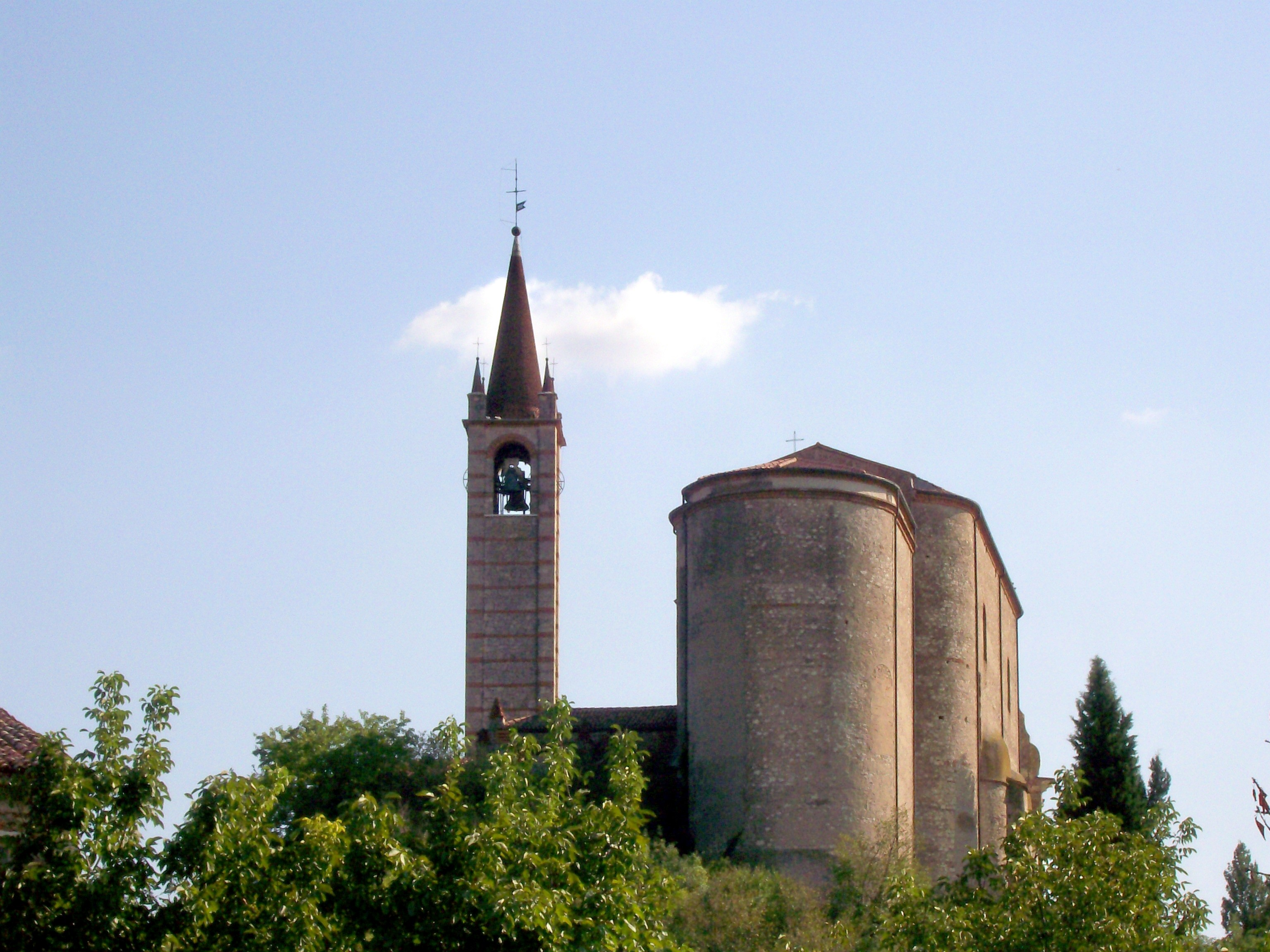
Апсида и колокольня приходского храма свв. Виктора и Кораны, Сан-Витторе в Колоньола-аи-Колли.
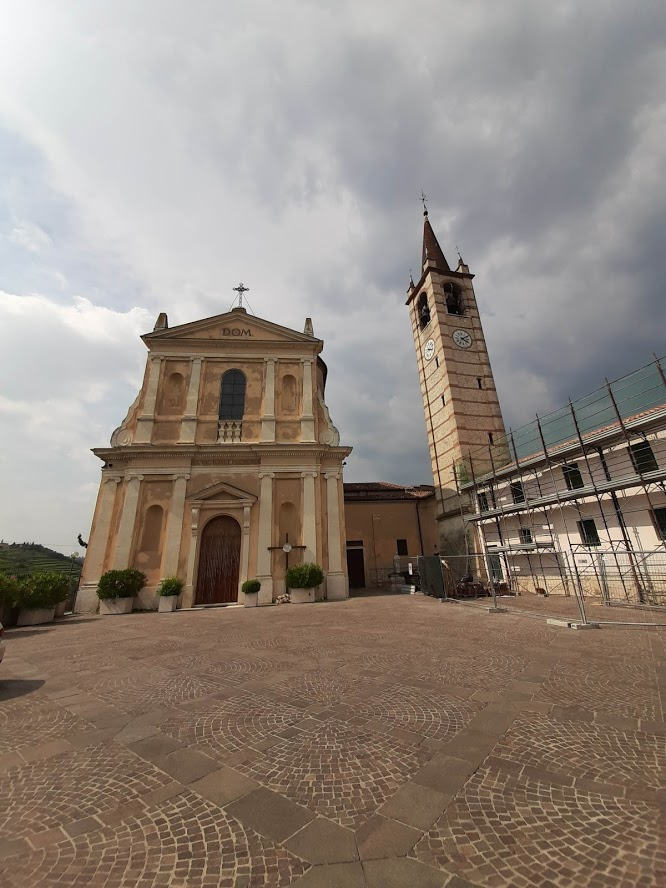
Фасад и колокольня приходского храма свв. Виктора и Кораны, Сан-Витторе в Колоньола-аи-Колли.
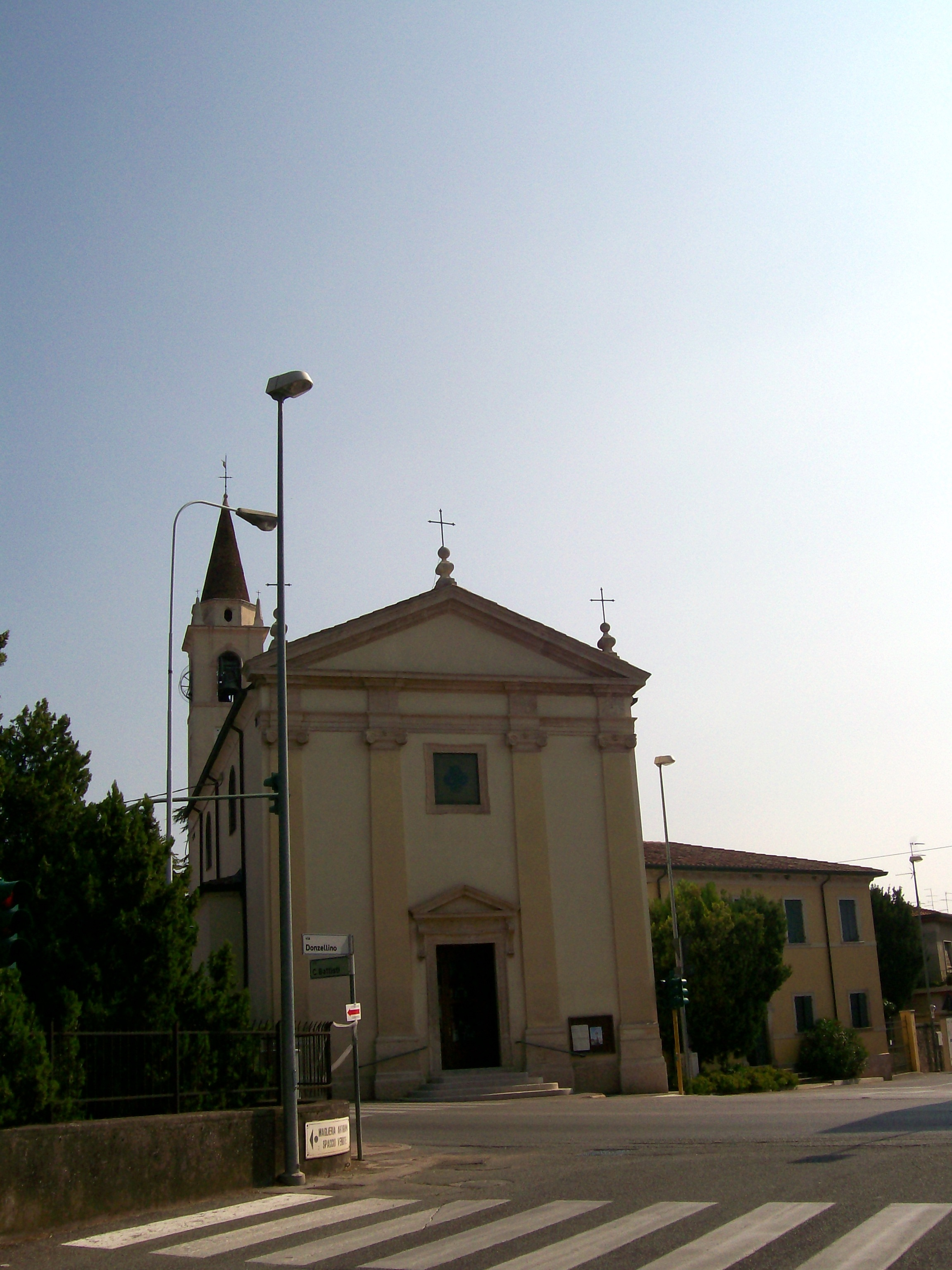
Приходской храм святого Зенона, епископа, Сан-Зено в Колоньола-аи-Колли.